# 짐 코빗

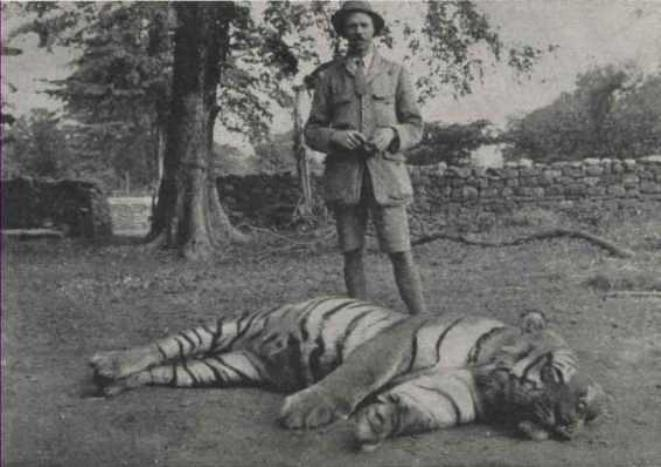
파월가의 총각 호랑이를 죽인 짐 코빗

에드워드 제임스 코빗(영어: Edward James "Jim" Corbett, 1875년 7월 25일 ~ 1955년 4월 19일)은 영국의 전설적인 사냥꾼이자 저술가, 환경주의자이다. 영국-인도 육군의 대령이었으며, 아그라-아우드 정부의 요청을 받아 수많은 식인 호랑이, 표범 등을 사살하였다.
그의 사냥, 경험을 회고하는 <Man-Eaters of Kumaon>등의 책을 써 냈으며, 후에 인도의 야생동물을 보호하는 저술가, 환경주의자로 활동하기도 했다.
1. ↑  영국령 인도 제국 출신